# El Platanar, San Ignacio
El Platanar är en ort i Mexiko.   Den ligger i kommunen San Ignacio och delstaten Sinaloa, i den centrala delen av landet, 900 km nordväst om huvudstaden Mexico City. El Platanar ligger 286 meter över havet och antalet invånare är 159.
Terrängen runt El Platanar är huvudsakligen kuperad, men söderut är den platt. Runt El Platanar är det mycket glesbefolkat, med 4 invånare per kvadratkilometer. Närmaste större samhälle är San Ignacio, 10,0 km söder om El Platanar. I omgivningarna runt El Platanar växer i huvudsak lövfällande lövskog.